# Зеленовка (Ростовская область)
Зеленовка — хутор в Тарасовском районе Ростовской области.
Административный центр Зеленовского сельского поселения.

## Население
| 2010 | 2011 |
| ---- | ---- |
| 763  | ↗792 |

## Улицы
| - ул. Восточная, - ул. Дорожная, - ул. Зелёная, - ул. Луговая, - ул. Молодёжная, - ул. Песочная, - ул. Подгорная, | - ул. Речная, - ул. Северная, - ул. Специалистов, - ул. Степная, - ул. Строительная, - ул. Центральная, - ул. Школьная. |